# Tiébissou (departement)
Tiébissou är ett departement i Elfenbenskusten. Det ligger i regionen Bélier, i den centrala delen av landet, 40 km nordost om huvudstaden Yamoussoukro.